# کلیسای سنت ماری له استرند
کلیسای سنت ماری له استرند (انگلیسی: St Mary le Strand) یک کلیسا در شهر وست‌مینستر، لندن است.
این کلیسا در خیابان استرند، لندن قرار دارد و ساختمان فعلی آن مابین سال‌های ۱۷۱۴ تا ۱۷۲۳ میلادی توسط جیمز گیبس ساخته شده‌است.

## تاریخچه
این کلیسا دومین کلیسایی است که سنت ماری له استرند نامیده می‌شود، اولین کلیسا در فاصله کمی از جنوب واقع شده‌است. تاریخ تأسیس آن نامشخص است اما در حکم ۱۲۲۲ ذکر شد، زمانی که کلیسای معصومین یا سنت ماری و معصومین نامیده شد. در سال ۱۵۴۹ توسط ادوارد سیمور، اولین دوک سامرست به زیر کشیده شد تا راه را برای خانه سامرست فراهم کند. وعده داده شد که کلیساهای جدید به کلیساها که هرگز احداث نشده بودند، مجبور شدند که به کلیسای نزدیک سنت کلمنت دانمارکی و سپس به نمازخانه ساووی بروند. مکانی که اکنون توسط کلیسای مدرن اشغال شده‌است قبلاً توسط یک قلعه بزرگ اشغال شده بود که صحنه جشن‌های اول ماه مه در قرن ۱۶ و ۱۷ بود، اما در اوایل قرن ۱۸ به شدت خراب شد.
کلیسای جدید سنت ماری لو استراند اولین کلیسا از دوازده کلیسای جدید بود که تحت کمیسیون ساخت پنجاه کلیسای جدید در لندن ساخته شد و هزینه آن حدود ۱۶۰۰۰ پوند بود. ساخت و ساز در فوریه ۱۷۱۴ زیر نظر معمار جیمز گیبس آغاز شد که اولین پروژه مهم وی پس از بازگشت از ایتالیا بود. این کلیسا در سپتامبر ۱۷۱۷ تکمیل شد، اما کلیسا تا ۱ ژانویه ۱۷۲۴ توسط ادموند گیبسون، اسقف لندن، برای تقدیس مقدس انجام نشد هنگامی که کشیش جان هیلین اولین رئیس کلیسای بازسازی شد. ادعا می‌شود که بانی پرنس چارلی در یک سفر مخفیانه به لندن در سال ۱۷۵۰، از ایمان کاتولیک رومی خود به کلیسا صرف نظر کرد تا تبدیل به یک انگلیسی شود. جان دیکنز و الیزابت بارو، والدین چارلز دیکنز، در سال ۱۸۰۹ در اینجا ازدواج کردند.
این کلیسا در طول قرن بیستم دو بار به سختی از تخریب نجات یافت. در آغاز قرن بیستم، شورای شهرستان لندن پیشنهاد تخریب کلیسا برای گسترش رشته را داد. کمپینی با حضور والتر کرین، هنرمند، موفق به جلوگیری از این امر شد، اگرچه قبرستان تخریب شد و قبرها به قبرستان بروکود منتقل شدند. حمله رعدآسا لندن در جنگ جهانی دوم خسارت زیادی به منطقه اطراف آن وارد کرد اما مجدداً کلیسا از تخریب جلوگیری کرد، اگرچه در اثر انفجار بمب در نزدیکی آسیب دید.

## نگارخانه

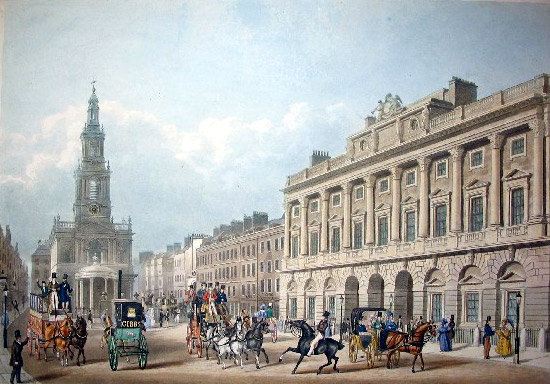
یک تصویر چاپی در قرن نوزدهم که سنت ماری له استرند و جبهه استراند خانه سامرست را نشان می‌دهد.
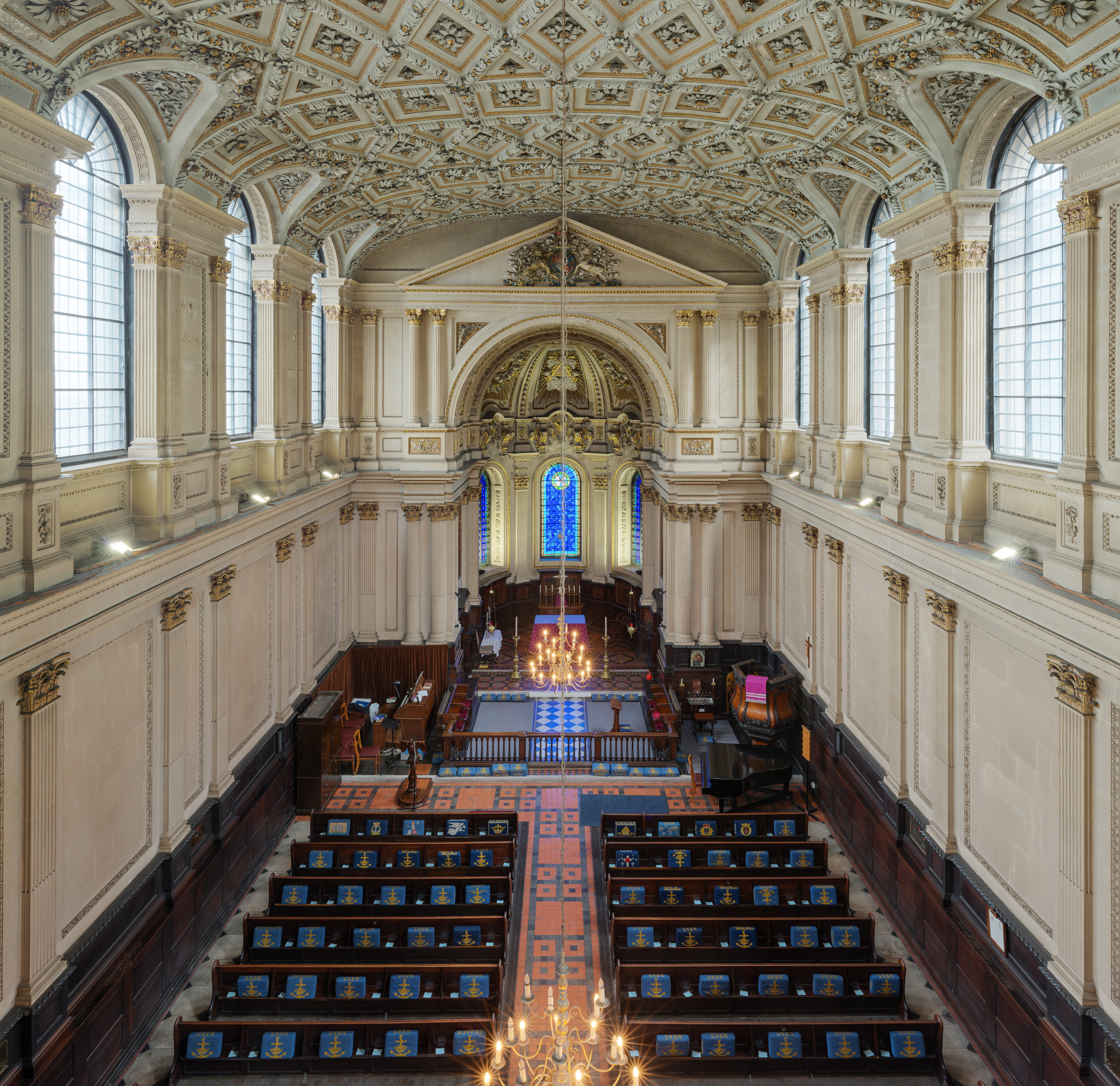
فضای داخلی سنت ماری له استرند.
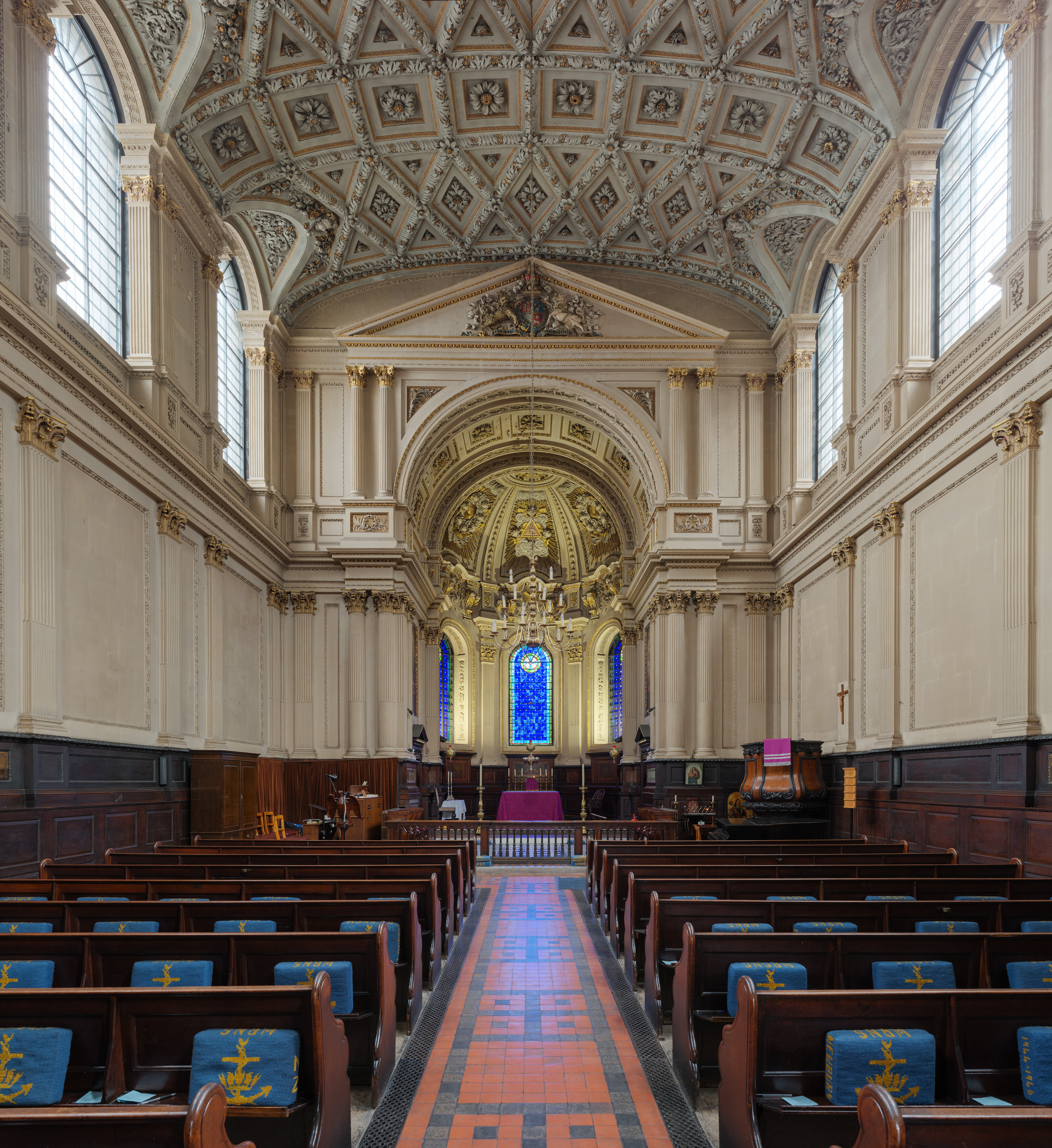
فضای داخلی سنت ماری له استرند.